# Đại hội Thể thao châu Á 2002
Đại hội Thể thao châu Á 2002, tên gọi chính thức là Đại hội Thể thao châu Á lần thứ 14 hay Busan 2002 (부산2002), là một sự kiện thể thao đa môn cấp quốc tế được tổ chức tại Busan, Hàn Quốc từ ngày 29 tháng 9 đến ngày 14 tháng 10 năm 2002. Do lịch thi đấu, môn bóng đá đã bắt đầu trước lễ khai mạc hai ngày.
Busan là thành phố thứ hai của Hàn Quốc, sau Seoul vào năm 1986, đăng cai tổ chức Đại hội. Có tổng cộng 419 nội dung thi đấu thuộc 38 môn thể thao, với sự tham gia của 7.711 vận động viên đến từ 44 quốc gia. Đại hội cũng được đồng tổ chức bởi bốn thành phố lân cận: Ulsan, Changwon, Masan và Yangsan. Lễ khai mạc diễn ra tại Sân vận động chính Asiad Busan và được chủ trì bởi Tổng thống Hàn Quốc Kim Dae-jung.
Trung Quốc dẫn đầu bảng tổng sắp huy chương, theo sau là nước chủ nhà Hàn Quốc và Nhật Bản. Trung Quốc lập kỷ lục mới khi trở thành quốc gia đầu tiên trong lịch sử Đại hội Thể thao châu Á giành hơn 300 huy chương trong một kỳ đại hội. Hàn Quốc cũng lập kỷ lục với 95 huy chương vàng. Trong suốt kỳ đại hội, đã có 22 kỷ lục thế giới và 43 kỷ lục châu Á bị phá vỡ. Ngoài ra, vận động viên bơi lội Nhật Bản Kosuke Kitajima được vinh danh là Vận động viên xuất sắc nhất Đại hội (MVP).

## Qua trình đấu thầu
Busan được chọn là thành phố đăng cai thay cho Cao Hùng (Đài Loan) tại Đại hội đồng lần thứ 14 của Hội đồng Olympic châu Á (OCA) tổ chức ở Seoul, Hàn Quốc vào ngày 23 tháng 5 năm 1995. Trong tổng số 41 thành viên tham gia bỏ phiếu, có 37 người ủng hộ Busan.
| Thành phố | NOC               | Phiếu bầu |
| Busan     | South Korea       | 37        |
| Cao Hùng  | Trung Hoa Đài Bắc | 4         |

## Các nước tham dự
Tất cả 44 thành viên của Hội đồng Olympic châu Á (OCA) với 7.711 vận động viên đã tham gia Đại hội. Đông Timor góp mặt lần đầu tiên kể từ khi giành độc lập, Afghanistan trở lại tranh tài sau thời kỳ Taliban lên nắm quyền, và Ả Rập Xê Út cũng quay trở lại sau khi từng tẩy chay kỳ đại hội trước do căng thẳng chính trị với Thái Lan – nước chủ nhà của Đại hội năm 1998. Dưới đây là danh sách tất cả các Ủy ban Olympic quốc gia (NOC) tham dự; số lượng vận động viên của mỗi đoàn được ghi trong ngoặc đơn.
| - Afghanistan (25) - Bahrain (91) - Bangladesh (64) - Bhutan (19) - Brunei (27) - Campuchia (17) - Trung Quốc (689) - Đài Bắc Trung Hoa (359) - Hồng Kông (218) - Ấn Độ (356) - Indonesia (102) - Iran (151) - Nhật Bản (659) - Jordan (23) - Kazakhstan (284) | - Kuwait (163) - Kyrgyzstan (72) - Lào (13) - Liban (73) - Ma Cao (78) - Malaysia (212) - Maldives (23) - Mông Cổ (181) - Myanmar (63) - Nepal (50) - CHDCND Triều Tiên (184) - Oman (42) - Pakistan (141) - Palestine (39) - Philippines (220) | - Qatar (228) - Ả Rập Xê Út (69) - Singapore (96) - Hàn Quốc (770) - Sri Lanka (84) - Syria (21) - Tajikistan (43) - Thái Lan (267) - Đông Timor (15) - Turkmenistan (47) - UAE (91) - Uzbekistan (182) - Việt Nam (121) - Yemen (42) |

## Các môn thể thao
Có 38 môn thể thao được thi đấu trong kì Á vận hội này:
| - Thể thao dưới nước - Nhảy cầu - Bơi lội - Bơi nghệ thuật - Bóng nước - Bắn cung - Điền kinh - Cầu lông - Bóng chày - Bóng rổ - Thể thao bi-a | - Thể hình - Bowling - Quyền anh - Đua thuyền - Đua xe đạp - Đua ngựa - Đấu kiếm - Khúc côn cầu - Bóng đá - Golf - Thể dục dụng cụ | - Bóng ném - Judo - Kabaddi - Karate - 5 môn phối hợp - Chèo thuyền - Bóng bầu dục - Sailing - Cầu mây - Bắn súng | - Bóng mềm - Soft tennis - Squash - Bóng bàn - Taekwondo - Quần vợt - Bóng chuyền - Cử tạ - Đấu vật - Wushu |

## Lịch thi đấu
| ● | Lễ khai mạc |  | Tranh tài | ● | Chung kết | ● | Lễ bế mạc |

| Tháng 9 / Tháng 10 2002      | T6 27 | T7 28 | CN 29 | T2 30 | T3 1 | T4 2 | T5 3 | T6 4 | T7 5 | CN 6 | T2 7 | T3 8 | T4 9 | T5 10 | T6 11 | T7 12 | CN 13 | T2 14 | Huy chương vàng |
| ---------------------------- | ----- | ----- | ----- | ----- | ---- | ---- | ---- | ---- | ---- | ---- | ---- | ---- | ---- | ----- | ----- | ----- | ----- | ----- | --------------- |
| Bắn cung                     |       |       |       |       |      |      |      |      |      |      |      | 1    | 1    | 2     |       |       |       |       | 4               |
| Điền kinh                    |       |       |       |       |      |      |      |      |      |      | 5    | 10   | 7    | 9     |       | 5     | 8     | 1     | 45              |
| Cầu lông                     |       |       |       |       |      |      |      |      |      |      |      | 1    | 1    |       |       |       | 2     | 3     | 7               |
| Bóng chày                    |       |       |       |       |      |      |      |      |      |      |      |      | 1    |       |       |       |       |       | 1               |
| Bóng rổ                      |       |       |       |       |      |      |      |      |      |      |      |      |      |       |       |       |       | 2     | 2               |
| Thể hình                     |       |       |       |       |      |      |      |      | 4    | 4    |      |      |      |       |       |       |       |       | 8               |
| Bowling                      |       |       |       |       |      |      | 2    | 2    |      | 2    | 2    |      | 2    |       |       |       |       |       | 10              |
| Quyền anh                    |       |       |       |       |      |      |      |      |      |      |      |      |      |       |       |       | 12    |       | 12              |
| Đua thuyền                   |       |       |       |       |      |      |      |      |      |      |      |      |      | 5     |       | 8     |       |       | 13              |
| Thể thao bi-a                |       |       |       |       | 1    |      | 2    | 1    | 2    | 1    | 2    | 1    |      |       |       |       |       |       | 10              |
| Đua xe đạp – Leo núi         |       |       |       |       |      |      |      |      |      |      |      |      |      | 2     |       | 1     | 1     |       | 4               |
| Đua xe đạp – Đường trường    |       |       |       | 2     |      | 1    | 1    |      |      |      |      |      |      |       |       |       |       |       | 4               |
| Đua xe đạp – Lòng chảo       |       |       |       |       |      |      |      | 2    | 3    |      | 3    | 4    |      |       |       |       |       |       | 12              |
| Nhảy cầu                     |       |       |       |       |      |      |      |      |      |      |      | 2    | 2    | 1     | 1     | 1     | 1     |       | 8               |
| Đua ngựa                     |       |       |       |       |      |      |      | 2    |      |      |      | 1    |      | 1     |       | 1     |       | 1     | 6               |
| Đấu kiếm                     |       |       | 2     | 2     | 2    | 2    | 2    | 2    |      |      |      |      |      |       |       |       |       |       | 12              |
| Khúc côn cầu trên cỏ         |       |       |       |       |      |      |      |      |      |      |      |      |      |       | 1     | 1     |       |       | 2               |
| Bóng đá                      |       |       |       |       |      |      |      |      |      |      |      |      |      |       | 1     |       | 1     |       | 2               |
| Golf                         |       |       |       |       |      |      |      |      |      | 4    |      |      |      |       |       |       |       |       | 4               |
| Thể dục dụng cụ – Nghệ thuật |       |       |       |       | 1    | 1    | 2    | 5    | 5    |      |      |      |      |       |       |       |       |       | 14              |
| Thể dục dụng cụ – Nhịp điệu  |       |       |       |       |      |      |      |      |      |      |      | 1    | 1    |       |       |       |       |       | 2               |
| Bóng ném                     |       |       |       |       |      |      |      |      |      |      |      |      |      |       |       | 1     | 1     |       | 2               |
| Judo                         |       |       |       | 4     | 4    | 4    | 4    |      |      |      |      |      |      |       |       |       |       |       | 16              |
| Kabaddi                      |       |       |       |       |      |      |      |      |      |      | 1    |      |      |       |       |       |       |       | 1               |
| Karate                       |       |       |       |       |      |      |      |      |      |      |      |      |      |       | 7     | 4     |       |       | 11              |
| 5 môn phối hợp               |       |       |       |       |      |      |      |      |      |      |      |      |      | 2     | 2     | 1     | 1     |       | 6               |
| Chèo thuyền                  |       |       |       |       |      | 6    | 7    |      |      |      |      |      |      |       |       |       |       |       | 13              |
| Bóng bầu dục                 |       |       |       |       | 1    |      |      |      |      |      |      |      |      |       |       |       | 1     |       | 2               |
| Sailing                      |       |       |       |       |      |      |      |      |      |      |      |      | 15   |       |       |       |       |       | 15              |
| Cầu mây                      |       |       |       |       | 2    |      |      |      |      | 2    |      |      | 2    |       |       |       |       |       | 6               |
| Bắn súng                     |       |       |       |       |      | 8    | 6    | 6    | 6    | 6    | 6    | 4    |      |       |       |       |       |       | 42              |
| Soft tennis                  |       |       |       |       |      |      | 2    |      |      |      | 5    |      |      |       |       |       |       |       | 7               |
| Bóng mềm                     |       |       |       |       |      |      |      |      |      | 1    |      |      |      |       |       |       |       |       | 1               |
| Squash                       |       |       |       |       |      |      |      | 2    |      |      |      |      |      |       |       |       |       |       | 2               |
| Bơi lội                      |       |       |       | 5     | 5    | 6    | 6    | 5    | 5    |      |      |      |      |       |       |       |       |       | 32              |
| Bơi nghệ thuật               |       |       |       |       | 1    | 1    |      |      |      |      |      |      |      |       |       |       |       |       | 2               |
| Bóng bàn                     |       |       |       |       |      |      |      | 1    | 1    | 1    |      | 2    | 2    |       |       |       |       |       | 7               |
| Taekwondo                    |       |       |       |       |      |      |      |      |      |      |      |      |      | 4     | 4     | 4     | 4     |       | 16              |
| Quần vợt                     |       |       |       |       |      |      |      |      | 1    |      | 1    |      |      |       | 3     | 2     |       |       | 7               |
| Bóng chuyền bãi biển         |       |       |       |       |      |      |      | 2    |      |      |      |      |      |       |       |       |       |       | 2               |
| Bóng chuyền trong nhà        |       |       |       |       |      |      |      |      |      |      |      |      |      |       |       | 1     | 1     |       | 2               |
| Bóng nước                    |       |       |       |       |      |      |      |      |      | 1    |      |      |      |       |       |       |       |       | 1               |
| Cử tạ                        |       |       |       | 1     | 2    | 2    | 2    | 1    |      | 1    | 2    | 2    | 1    | 1     |       |       |       |       | 15              |
| Đấu vật                      |       |       |       |       |      |      | 5    | 4    |      |      | 5    | 4    |      |       |       |       |       |       | 18              |
| Wushu                        |       |       |       |       |      |      |      |      |      |      |      |      |      |       |       | 2     | 9     |       | 11              |
| Tổng số huy chương vàng      |       |       | 2     | 14    | 19   | 31   | 41   | 35   | 27   | 23   | 32   | 33   | 35   | 27    | 19    | 32    | 42    | 7     | 419             |
| Nghi lễ                      |       |       | ●     |       |      |      |      |      |      |      |      |      |      |       |       |       |       | ●     |                 |
| Tháng 9 / Tháng 10 2002      | T6 27 | T7 28 | CN 29 | T2 30 | T3 1 | T4 2 | T5 3 | T6 4 | T7 5 | CN 6 | T2 7 | T3 8 | T4 9 | T5 10 | T6 11 | T7 12 | CN 13 | T2 14 | Huy chương vàng |

## Bảng tổng sắp huy chương[16]
| Hạng                | Đoàn                    | Vàng | Bạc | Đồng | Tổng số |
| ------------------- | ----------------------- | ---- | --- | ---- | ------- |
| 1                   | Trung Quốc (CHN)        | 150  | 84  | 74   | 308     |
| 2                   | Hàn Quốc (KOR)          | 96   | 80  | 84   | 260     |
| 3                   | Nhật Bản (JPN)          | 44   | 73  | 72   | 189     |
| 4                   | Kazakhstan (KAZ)        | 20   | 26  | 30   | 76      |
| 5                   | Uzbekistan (UZB)        | 15   | 12  | 24   | 51      |
| 6                   | Thái Lan (THA)          | 14   | 19  | 10   | 43      |
| 7                   | Ấn Độ (IND)             | 11   | 12  | 13   | 36      |
| 8                   | Đài Bắc Trung Hoa (TPE) | 10   | 17  | 25   | 52      |
| 9                   | CHDCND Triều Tiên (PRK) | 9    | 11  | 13   | 33      |
| 10                  | Iran (IRI)              | 8    | 14  | 14   | 36      |
| 11                  | Ả Rập Xê Út (KSA)       | 7    | 1   | 1    | 9       |
| 12                  | Malaysia (MAS)          | 6    | 8   | 16   | 30      |
| 13                  | Singapore (SIN)         | 5    | 2   | 10   | 17      |
| 14                  | Indonesia (INA)         | 4    | 7   | 12   | 23      |
| 15                  | Việt Nam (VIE)          | 4    | 7   | 7    | 18      |
| 16                  | Hồng Kông (HKG)         | 4    | 6   | 11   | 21      |
| 17                  | Qatar (QAT)             | 4    | 5   | 8    | 17      |
| 18                  | Philippines (PHI)       | 3    | 7   | 16   | 26      |
| 19                  | Bahrain (BRN)           | 3    | 2   | 2    | 7       |
| 20                  | Kuwait (KUW)            | 2    | 1   | 5    | 8       |
| 21                  | Sri Lanka (SRI)         | 2    | 1   | 3    | 6       |
| 22                  | Pakistan (PAK)          | 1    | 6   | 6    | 13      |
| 23                  | Kyrgyzstan (KGZ)        | 1    | 5   | 6    | 12      |
| 23                  | Myanmar (MYA)           | 1    | 5   | 6    | 12      |
| 25                  | Turkmenistan (TKM)      | 1    | 2   | 1    | 4       |
| 26                  | Mông Cổ (MGL)           | 1    | 1   | 12   | 14      |
| 27                  | Liban (LIB)             | 1    | 0   | 0    | 1       |
| 28                  | Tajikistan (TJK)        | 0    | 2   | 4    | 6       |
| 29                  | Ma Cao (MAC)            | 0    | 2   | 2    | 4       |
| 30                  | UAE (UAE)               | 0    | 2   | 1    | 3       |
| 31                  | Bangladesh (BAN)        | 0    | 1   | 0    | 1       |
| 32                  | Nepal (NEP)             | 0    | 0   | 3    | 3       |
| 32                  | Syria (SYR)             | 0    | 0   | 3    | 3       |
| 34                  | Jordan (JOR)            | 0    | 0   | 2    | 2       |
| 34                  | Lào (LAO)               | 0    | 0   | 2    | 2       |
| 36                  | Afghanistan (AFG)       | 0    | 0   | 1    | 1       |
| 36                  | Brunei (BRU)            | 0    | 0   | 1    | 1       |
| 36                  | Palestine (PLE)         | 0    | 0   | 1    | 1       |
| 36                  | Yemen (YEM)             | 0    | 0   | 1    | 1       |
| Tổng số (39 đơn vị) | Tổng số (39 đơn vị)     | 427  | 421 | 502  | 1350    |